# Weigenheim
Weigenheim (fränkisch: Waichni) ist eine Gemeinde im Landkreis Neustadt an der Aisch-Bad Windsheim in Mittelfranken. Sie ist Mitglied der Verwaltungsgemeinschaft Uffenheim.

## Geographie
Das Gemeindegebiet liegt in der weitestgehend ebenen Windsheimer Bucht und besteht größtenteils aus Acker- und Grünland. Am Ostrand erheben sich der Scheinberg (499 m ü. NHN) und der Hohe Landsberg (498 m ü. NHN), die zu den Ausläufern des Steigerwaldes zählen und am Rande eines ausgedehnten Waldgebietes liegen. Der Hohe Landsberg gilt als Naturdenkmal.

### Gemeindegliederung
Die Gemeinde hat sieben Gemeindeteile (in Klammern ist der Siedlungstyp angegeben):
- Geckenheim (Kirchdorf)
- Hasenmühle (Einöde)
- Lanzenmühle (Einöde)
- Reusch (Pfarrdorf)
- Schloß Frankenberg (Weiler)
- Weigenheim (Pfarrdorf)
- Zellesmühle (Einöde)

Außerdem gibt es die Wohnplätze Mathildenhof und Schloßmühle. Die Einöde Julianahof ist nach 1900 wüst gefallen.
Es gibt auf dem Gemeindegebiet die Gemarkungen Geckenheim, Reusch, Schloß Frankenberg und Weigenheim. Die Gemarkung Weigenheim hat eine Fläche von 12,106 km². Sie ist in 1301 Flurstücke aufgeteilt, die eine durchschnittliche Fläche von 9305,34 m² haben.

### Nachbargemeinden
Nachbargemeinden sind (von Norden beginnend im Uhrzeigersinn): Sugenheim, Markt Nordheim, Uffenheim, Gollhofen, Ippesheim.

## Geschichte
Der Ort wurde 822 als „Wigenheim“ erstmals urkundlich erwähnt. Das Grundwort des Ortsnamens ist ahd. heim ‚Wohnung, Behausung‘, das durch den Personennamen Wigo bzw. Wīgo näher bestimmt wird. Eine Person dieses Namens ist als Gründer der Siedlung anzusehen.
Weigenheim wurde in der älteren Literatur zusammen mit den benachbarten Dörfern Herrnsheim, Iffigheim und Seinsheim als Reichsdorf bezeichnet, das nur dem Kaiser unterstellt war. Allerdings besaß das Reichsoberhaupt dort wohl nur die Vogtei, die er vom Würzburger Bischof erhalten hatte. Nach dem Niedergang der Staufer in der zweiten Hälfte des 12. Jahrhunderts übernahmen die Hohenlohe diese „Reichsgüter unter den Bergen“ (bona sub montibus). Fortan wurde Weigenheim von Seinsheim aus verwaltet. das später als Gerichtssitz der Zent Hohenlandsberg der Herrschaft Schwarzenberg diente. Sie gehörte ab 1500 zum Fränkischen Reichskreis und fiel 1806 an das Königreich Bayern.
Mit dem Gemeindeedikt (frühes 19. Jahrhundert) wurde der Steuerdistrikt Weigenheim und die Ruralgemeinde Weigenheim gebildet. Sie war in Verwaltung und Gerichtsbarkeit dem Herrschaftsgericht Hohenlandsberg zugeordnet und in der Finanzverwaltung dem Rentamt Iphofen. Ab 1850 war das Landgericht Uffenheim und das Rentamt Uffenheim zuständig (1919 in Finanzamt Uffenheim umbenannt). Ab 1862 wurde die Verwaltung vom Bezirksamt Uffenheim übernommen (1939 in Landkreis Uffenheim umbenannt). Die Gerichtsbarkeit blieb beim Landgericht Uffenheim (1879 in Amtsgericht Uffenheim umbenannt), seit 1973 ist das Amtsgericht Neustadt an der Aisch zuständig. Die Gemeinde hatte 1964 eine Gebietsfläche von 12,139 km².

### Eingemeindungen
Am 1. Juli 1972 wurden die Gemeinden Geckenheim (mit Schloss Frankenberg) und Reusch eingegliedert.

### Einwohnerentwicklung
Im Zeitraum von 1988 bis 2018 stagnierte die Einwohnerzahl bzw. sie sank leicht von 960 auf 955 um 5 Einwohner bzw. um 0,5 %.
Gemeinde Weigenheim
| Jahr      | 1987   | 2007   | 2008   | 2009   | 2010   | 2011   | 2012   | 2013   | 2014   | 2015   | 2016   | 2017   | 2018   | 2019   | 2020   | 2021   | 2022   |
| Einwohner | 972    | 1010   | 1021   | 1025   | 1030   | 997    | 1011   | 1013   | 1000   | 979    | 969    | 954    | 955    | 956    | 963    | 972    | 1015   |
| Häuser    | 258    |        |        |        |        |        |        | 325    | 328    | 332    | 332    | 334    | 338    | 340    | 345    | 346    | 355    |
| Quelle    | [ 15 ] | [ 16 ] | [ 16 ] | [ 16 ] | [ 16 ] | [ 16 ] | [ 16 ] | [ 16 ] | [ 16 ] | [ 16 ] | [ 16 ] | [ 17 ] | [ 18 ] | [ 19 ] | [ 19 ] | [ 19 ] | [ 19 ] |

Ort Weigenheim (= Gemeinde Weigenheim bis zur Gebietsreform)
| Jahr      | 1818   | 1840   | 1852   | 1855   | 1861   | 1867   | 1871   | 1875   | 1880   | 1885   | 1890   | 1895   | 1900   | 1905   | 1910   | 1919   | 1925   | 1933   | 1939   | 1946   | 1950   | 1952   | 1961   | 1970   | 1987   | 2014   |
| Einwohner | 480    | 535    | 536    | 534    | 539    | 503    | 516    | 513    | 579    | 585    | 571    | 516    | 499    | 509    | 525    | 509    | 489    | 462    | 444    | 622    | 655    | 597    | 515    | 481    | 500    | 565    |
| Häuser    | 86     | 99     |        |        |        |        | 110    |        |        | 114    | 119    |        | 119    |        |        |        | 109    |        |        |        | 120    |        | 115    |        | 132    |        |
| Quelle    | [ 10 ] | [ 20 ] | [ 21 ] | [ 21 ] | [ 22 ] | [ 23 ] | [ 24 ] | [ 25 ] | [ 26 ] | [ 27 ] | [ 28 ] | [ 21 ] | [ 29 ] | [ 21 ] | [ 30 ] | [ 21 ] | [ 31 ] | [ 21 ] | [ 21 ] | [ 21 ] | [ 32 ] | [ 21 ] | [ 12 ] | [ 33 ] | [ 15 ] | [ 34 ] |

## Politik

### Gemeinderat
Der Gemeinderat besteht aus zwölf Mitgliedern:
- Freie Wählergemeinschaft Weigenheim sechs Sitze
- Wählergemeinschaft Reusch vier Sitze
- Wählergruppe Geckenheim zwei Sitze

(Stand: Kommunalwahl am 15. März 2020)

### Wappen und Flagge
| | Blasonierung: „Geviert; belegt mit einem siebenmal von Silber und Blau gespaltenen Herzschild; 1 und 4: in Rot zwei goldene Schrägbalken; 2: in Schwarz ein gestürztes goldenes Weinblatt; 3: in Schwarz ein gestürztes goldenes Eichenblatt.“ |
| Wappenbegründung: Die Lage der Gemeinde am Fuß des Hohenlandsberges im Steigerwald in ausgedehnten Eichenwäldern versinnbildlicht das Eichenblatt. Das Weinblatt symbolisiert den traditionellen Weinanbau. Der Herzschild ist das Wappen der Fürsten von Schwarzenberg, er erinnert an deren Herrschaft in Weigenheim. Die Felder 1 und 4 lehnen sich an das Wappen der Freiherren von Hutten an, zu deren Herrschaft Geckenheim und Reusch gehörten. Dieses Adelsgeschlecht führte in Rot zwei goldene Schräglinksbalken. Wappenführung seit 1982 | |

Die 1990 genehmigte gelb-schwarz-weiße Gemeindeflagge wird nicht verwendet.

## Kultur und Sehenswürdigkeiten

### Baudenkmäler
- Schloss Frankenberg
- St. Georg (Geckenheim)
- St. Marien (Reusch)

### Bodendenkmäler
- Burgruine Hinterfrankenberg
- Burgruine Hohenlandsberg

## Verkehr
Die Kreisstraße NEA 42 führt nach Reusch (1,6 km nordwestlich) bzw. zur Staatsstraße 2256 (2,4 km südlcih). Die Kreisstraße NEA 41 führt an Geckenheim vorbei nach Gollhofen zur Staatsstraße 2419 (5 km westlich). Durch Weigenheim verläuft der Fränkische Marienweg.

## Persönlichkeiten
- Bernhard Friedrich Hummel (1725–1791), geboren in Reusch, Rektor der Stadtschule Altdorf bei Nürnberg